# Saint-Maximin (Gard)
Saint-Maximin – miejscowość i gmina we Francji, w regionie Oksytania, w departamencie Gard.
Według danych na rok 1990 gminę zamieszkiwało 628 osób, a gęstość zaludnienia wynosiła 63 osoby/km² (wśród 1545 gmin Langwedocji-Roussillon Saint-Maximin plasuje się na 456. miejscu pod względem liczby ludności, natomiast pod względem powierzchni na miejscu 758.).